# Teatro Cairasco
El Teatro Cairasco fue teatro principal de la ciudad de Las Palmas de Gran Canaria durante el siglo XIX y el primer recinto teatral que se construyó en las Islas Canarias.

## Reseña histórica

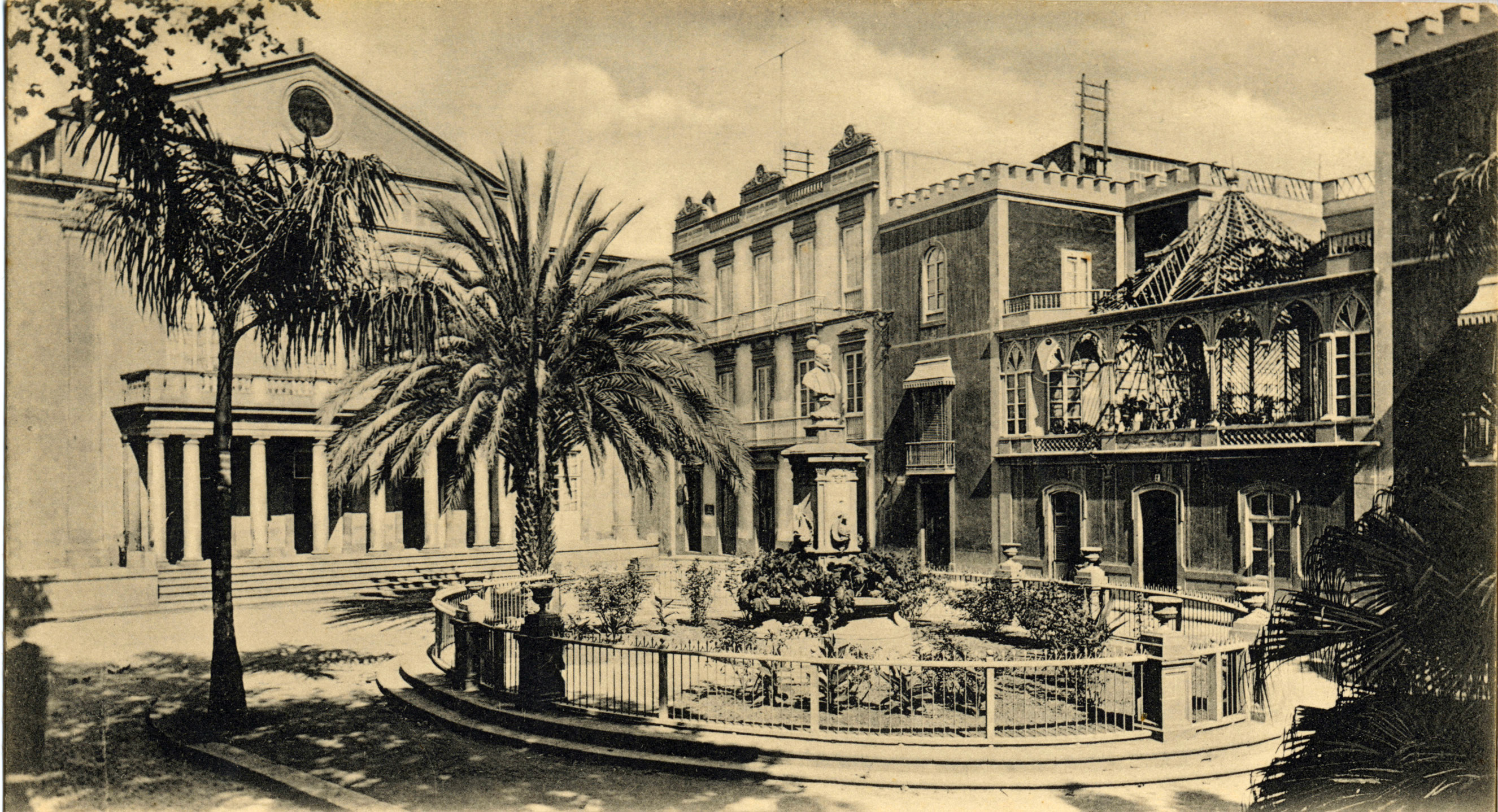
Teatro y plaza de Cairasco a finales del.

Hasta bien entrado el siglo XIX, la isla de Gran Canaria no contaba con un establecimiento adecuado en el que pudiesen representarse cómodamente las obras teatrales que tanto gustaban a los ciudadanos de la época y que hasta el momento venían celebrándose con precariedad en casas particulares, corralas y plazas públicas.
Esta limitación de medios llevó en 1840 al maestro de cámara de la Catedral de Las Palmas, Benito Lentini a plantear la idea de la construcción del teatro al arquitecto Santiago Barry Massip quien redactó el proyecto, hizo los planos y calculó los costes económicos de la obra que sumaban 257 833 reales de vellón.
Para sufragar el proyecto se creó una sociedad civil por acciones y en 1842 dieron comienzo las obras, dirigidas por Esteban de la Torre, en parte del solar que años antes había ocupado, hasta la desamortización de Mendizábal, el convento de las Clarisas. Después de tres años de obras, en 1845 el teatro abrió sus puertas como Teatro Cairasco, en honor de Bartolomé Cairasco de Figueroa escritor, poeta y religioso que tenía su casa, en el siglo XVI, en este mismo lugar.
El teatro fue un edificio inspirado en la estética neoclásica que disponía de un singular frontispicio compuesto por un pórtico con seis columnas de orden toscano que sustentaban un balcón y daban paso a un frontón triangular coronado por una figura alegórica a las artes escénicas. 
Fue este el primer teatro que se construía en la isla de Gran Canaria, sin embargo, los escasos recursos económicos disponibles dieron como resultado un recinto con bastantes deficiencias constructivas, un mal que se agravó cuando, años después, la sociedad del Gabinete Literario se vino a instalar en el mismo edificio. Entre la falta de espacio y las deficiencias del inmueble, pronto surgió la necesidad de construir un nuevo teatro y así, a partir del año 1862, comenzaron las gestiones hacerlo posible. El nuevo teatro, que recibiría el nombre de Tirso de Molina , sería una realidad a finales de 1890, más tarde denominado Pérez Galdós
Desde entonces, y ya el teatro despojado de su vida escénica al ser trasladada al Tirso de Molina, el ayuntamiento de la ciudad decidió dedicar la zona a lugar de esparcimiento, derribándose el teatro para levantarse en el mismo solar el nuevo edificio del Gabinete Literario y trazándose la actual plaza de Cairasco y la hoy llamada Alameda de Colón.